# Kelsey-Lee Barber
Kelsey-Lee Barber, da nubile Roberts (East London, 20 settembre 1991), è una giavellottista australiana, campionessa mondiale a Doha 2019.

## Biografia
Roberts ha debuttato a livello internazionale nel 2014, ai Giochi del Commonwealth tenutisi a Glasgow, durante i quali conquistò la medaglia di bronzo nel lancio del giavellotto.
Nel 2015 ha partecipato ai campionati del mondo di Pechino, senza però riuscire a qualificarsi per la finale. Nel 2016 ha preso parte ai Giochi olimpici di Rio de Janeiro, concludendo la gara in ventottesima posizione durante le qualificazioni, anche a causa di un infortunio subito all'inizio dell'anno che ha interrotto la sua preparazione olimpica.
Nel 2017 ha conquistato la decima posizione ai campionati del mondo di Londra, nello stesso stadio in cui, poche settimane prima, aveva ottenuto la sua miglior prestazione, pari a 64,38 m, durante i London Anniversary Games, nel circuito della Diamond League.
È allenata dal marito Mike Barber.

## Progressione

### Lancio del giavellotto
| Stagione | Misura  | Luogo      | Data      | Rank. Mond. |
| -------- | ------- | ---------- | --------- | ----------- |
| 2023     | 62,54 m | Parigi     | 9-6-2023  |             |
| 2022     | 66,91 m | Eugene     | 22-7-2022 | 1ª          |
| 2021     | 64,56 m | Tokyo      | 6-8-2021  | 10ª         |
| 2019     | 67,70 m | Lucerna    | 9-7-2019  | 2ª          |
| 2018     | 64,57 m | Brisbane   | 28-3-2018 | 11ª         |
| 2017     | 64,53 m | Zurigo     | 24-8-2017 | 12ª         |
| 2016     | 59,02 m | Canberra   | 20-2-2016 | 52ª         |
| 2015     | 63,78 m | Canberra   | 7-2-2015  | 19ª         |
| 2014     | 63,92 m | Canberra   | 8-2-2014  | 11ª         |
| 2013     | 58,58 m | Sydney     | 13-4-2013 | 47ª         |
| 2011     | 48,74 m | Sydney     | 19-3-2011 |             |
| 2010     | 49,29 m | Gold Coast | 14-8-2010 |             |
| 2009     | 46,10 m | Canberra   | 15-1-2009 |             |
| 2008     | 45,54 m | Canberra   | 4-12-2008 |             |

## Palmarès
| Anno | Manifestazione          | Sede           | Evento                 | Risultato | Prestazione | Note                                     |
| ---- | ----------------------- | -------------- | ---------------------- | --------- | ----------- | ---------------------------------------- |
| 2014 | Giochi del Commonwealth | Glasgow        | Lancio del giavellotto | Bronzo    | 62,95 m     |                                          |
| 2015 | Mondiali                | Pechino        | Lancio del giavellotto | 20ª (q)   | 60,18 m     |                                          |
| 2016 | Giochi olimpici         | Rio de Janeiro | Lancio del giavellotto | 28ª (q)   | 55,25 m     |                                          |
| 2017 | Mondiali                | Londra         | Lancio del giavellotto | 10ª       | 60,76 m     |                                          |
| 2018 | Giochi del Commonwealth | Gold Coast     | Lancio del giavellotto | Argento   | 63,89 m     |                                          |
| 2019 | Mondiali                | Doha           | Lancio del giavellotto | Oro       | 66,56 m     |                                          |
| 2021 | Giochi olimpici         | Tokyo          | Lancio del giavellotto | Bronzo    | 64,56 m     | Miglior prestazione personale stagionale |
| 2022 | Campionati oceaniani    | Mackay         | Lancio del giavellotto | Bronzo    | 60,63 m     |                                          |
| 2022 | Mondiali                | Eugene         | Lancio del giavellotto | Oro       | 66,91 m     | Miglior prestazione mondiale stagionale  |
| 2022 | Giochi del Commonwealth | Birmingham     | Lancio del giavellotto | Oro       | 64,43 m     |                                          |
| 2023 | Mondiali                | Budapest       | Lancio del giavellotto | 7ª        | 61,19 m     |                                          |
| 2024 | Giochi olimpici         | Parigi         | Lancio del giavellotto | 26ª (q)   | 57,73 m     | Miglior prestazione personale stagionale |